# Campionati europei di triathlon del 1990
I Campionati europei di triathlon del 1990 si sono tenuti a Linz, Austria in data 26 agosto 1990..

## Risultati

### Élite uomini
| Pos. | Nome               | Paese       | Nuoto    | Bici     | Corsa    | Totale   |
| ---- | ------------------ | ----------- | -------- | -------- | -------- | -------- |
|      | Fons Hamblock      | Belgio      | 00:00:00 | 00:00:00 | 00:32:10 | 01:50:28 |
|      | Rob Barel          | Paesi Bassi | 00:17:57 | 01:00:07 | 00:32:40 | 01:50:45 |
|      | Wolfgang Kattnig   | Austria     | 00:18:37 | 00:59:35 | 00:32:35 | 01:50:46 |
| 4    | Patrick Girard     | Francia     | 00:00:00 | 00:00:00 | 00:32:51 | 01:50:55 |
| 5    | Didier Volckaert   | Belgio      | 00:00:00 | 00:00:00 | 00:33:13 | 01:51:36 |
| 6    | Fabrizio Ferraresi | Italia      | 00:00:00 | 00:00:00 | 00:33:23 | 01:51:48 |
| 7    | Francesc Godoy     | Spagna      | 00:18:24 | 01:00:01 | 00:33:28 | 01:51:52 |
| 8    | Simon Lessing      | Regno Unito | 00:17:36 | 01:01:17 | 00:33:06 | 01:52:02 |
| 9    | Luc Van Lierde     | Belgio      | 00:17:33 | 01:00:47 | 00:33:42 | 01:52:03 |
| 10   | Serge Lecrique     | Francia     | 00:00:00 | 00:00:00 | 00:33:55 | 01:52:16 |
| 11   | Karel Blondeel     | Belgio      | 00:18:42 | 00:59:33 | 00:34:09 | 01:52:25 |
| 12   | Yves Lossouarn     | Francia     | 00:18:52 | 00:59:25 | 00:34:19 | 01:52:37 |
| 13   | Rick Kiddle        | Regno Unito | 00:18:55 | 00:59:49 | 00:33:58 | 01:52:43 |
| 14   | Philippe Methlon   | Francia     | 00:00:00 | 00:00:00 | 00:34:41 | 01:52:54 |
| 15   | Glenn Cook         | Regno Unito | 00:18:36 | 00:59:45 | 00:34:39 | 01:52:59 |

### Élite donne
| Pos. | Nome                       | Paese       | Nuoto    | Bici     | Corsa    | Totale   |
| ---- | -------------------------- | ----------- | -------- | -------- | -------- | -------- |
|      | Thea Sijbesma              | Paesi Bassi | 00:19:04 | 01:07:46 | 00:37:09 | 02:04:00 |
|      | Simone Mortier             | Germania    | 00:00:00 | 00:00:00 | 00:38:13 | 02:05:04 |
|      | Isabelle Mouthon-Michellys | Francia     | 00:19:02 | 01:09:32 | 00:39:00 | 02:07:35 |
| 4    | Ute Schaefer               | Germania    | 00:20:15 | 01:08:33 | 00:39:07 | 02:07:56 |
| 5    | Sylvie Muguet              | Francia     | 00:19:04 | 01:09:31 | 00:39:52 | 02:08:28 |
| 6    | Dolorita Gerber            | Svizzera    | 00:20:43 | 01:11:25 | 00:37:43 | 02:09:52 |
| 7    | Barbara Delft              | Belgio      | 00:20:25 | 01:09:00 | 00:41:16 | 02:10:42 |
| 8    | Anne Marie Rouchon         | Francia     | 00:20:26 | 01:12:48 | 00:38:23 | 02:11:37 |
| 9    | Beatrice Mouthon           | Francia     | 00:18:59 | 01:12:46 | 00:40:08 | 02:11:55 |
| 10   | Sarah Springman            | Regno Unito | 00:20:20 | 01:12:40 | 00:39:32 | 02:12:33 |
| 11   | Kirsten Ullrich            | Germania    | 00:00:00 | 00:00:00 | 00:42:44 | 02:13:30 |